# Абдул-Валі аль-Шамері
Абдул-Валі аль-Шамері (нар. 4 серпня 1956; عبدالولي الشميري) — єменський дипломат, поет та письменник. . Пішов з посади посла в Єгипті після Революції в Ємені (2011).

## Біографія
Народився 4 серпня 1956 в провінції Таїз.
У 1993 році обраний членом Палати представників Ємену. З 1995 по 1997 рік губернатор Марібу.
Пішов у відставку з посади Посла Ємену в Арабській Республіці Єгипет 19 березня 2011 року. Голова Форуму арабських інтелектуалів Каїра та Голова Фонду творчості та культури міста Сана.